# Zlatá Studna

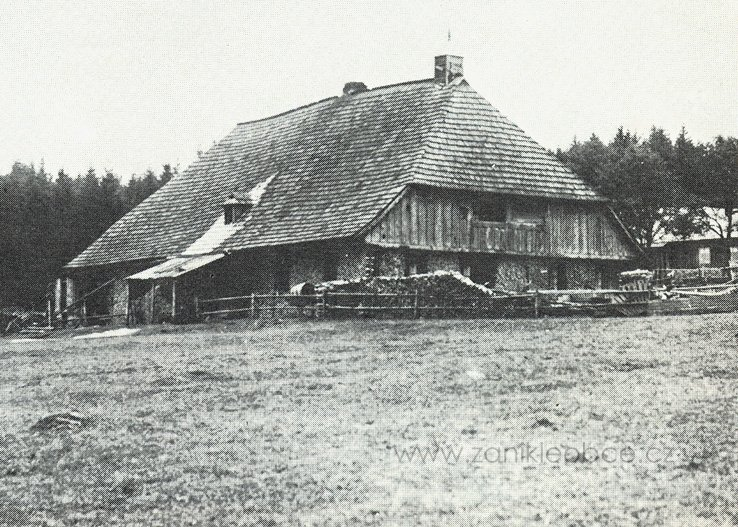
Hütte in Zlatá Studna, Postkarte von 1920

Zlatá Studna (deutsch Goldbrunn) war ein Ortsteil der tschechischen Gemeinde Horská Kvilda im Böhmerwald. Hier wurde bis ins 19. Jahrhundert Glas hergestellt, 1950 wurde der bereits verlassene Ort von der tschechoslowakischen Armee zerstört.

## Geographie
Der Ort lag auf 1114 m Höhe zwischen Horská Kvilda und Churáňov. Im Westen und Süden der ehemaligen Lage befinden sich Moorgebiete, im Nordwesten verläuft ein 1144 m hoher Höhenzug, jenseits davon liegt der Einödhof Ranklov. Die Fluren des Dorfes gehören heute zu Horská Kvilda, auf dem ehemaligen Dorfgebiet kreuzen sich mehrere Wanderwege durch den Nationalpark Šumava, zudem informiert eine Holztafel über die Geschichte des Ortes.

Andreas Hartauer wuchs in Zlatá Studna auf.

## Geschichte
1799 wurde an dieser Stelle von der Stadt Bergreichenstein eine Glashütte gegründet und verpachtet. Im ersten Drittel des 19. Jahrhunderts genossen Erzeugnisse aus Goldbrunn – in erster Linie Rosenkranzperlen und Hohlglas – einen guten Ruf und erhielten mehrere Auszeichnungen. 
Im Jahre 1838 bestand die zu Reckerberg konskribierte Siedlung Goldbrunn aus sieben Häusern und der Glashütte. 1843 lebten in dem Dorf 134 Einwohner, auch gab es eine Dorfschule. Pfarrort war Außergefield. Bis zur Mitte des 19. Jahrhunderts blieb Goldbrunn zum Dominium Bergreichenstein untertänig.
Nach der Aufhebung der Patrimonialherrschaften bildete Goldbrunn ab 1850 einen Ortsteil der Gemeinde Ziegenruck im Gerichtsbezirk Bergreichenstein. Ab 1868 gehörte das Dorf zum Bezirk Schüttenhofen. Von 1865 an wurde hier vorrangig Tafelglas produziert, 1880 wurde die Glashütte als eine der letzten im Böhmerwald stillgelegt. Mit dem Niedergang der Glashütte verließen auch die Bewohner den Ort, sodass Goldbrunn bereits im frühen 20. Jahrhundert verlassen war. Die verbliebenen Gebäude wurden 1950 von der Armee der Tschechoslowakei zerstört, um zu verhindern, dass sie von Grenzflüchtlingen als Versteck genutzt wurden. Lediglich der Schornstein der Glashütte und Teile des Gasthauses blieben erhalten.

## Persönlichkeiten
- Andreas Hartauer, Glasmacher und Verfasser des Böhmerwaldliedes